# Yo vendo unos ojos negros/Dime negro
«Yo vendo unos ojos negros/Dime negro» es un sencillo de la cantante chilena Elba Altamirano —conocida como «La Pantera»—, lanzado en c.1940 bajo el sello RCA Víctor. Representa uno de los primeros registros sonoros de la tradicional «Yo vendo unos ojos negros», y forma parte de los tres discos que esta cantante grabó con dicho sello discográfico.
El lado A es «Yo vendo unos ojos negros», tonada tradicional chilena de autor desconocido con arreglos de Pablo Ara Lucena; el lado B es «Dime negro», cueca compuesta por la chilena Eduvina Sánchez de Altamirano.

## Lista de canciones
| Lado A |                             |                             |          |  |
| N.º    | Título                      | Música                      | Duración |  |
| 1.     | «Yo vendo unos ojos negros» | Pablo Ara Lucena (arreglos) | 3:14     |  |

| Lado B |              |                                                                      |          |  |
| N.º    | Título       | Música                                                               | Duración |  |
| 2.     | «Dime negro» | Eduvina Sánchez de Altamirano Elba Altamirano (acordeón y guitarras) | 3:16     |  |
| 6:30   |              |                                                                      |          |  |